# هيروأكي تاناكا
هيروأكي تاناكا (باليابانية: 田中 洋明) (17 أبريل 1979 في طوكيو في اليابان – )؛ هو لاعب كرة قدم سابق كان يلعب كمهاجم.

## وصلات خارجية
- هيروأكي تاناكا على موقع الاتحاد الدولي (مؤرشف)  (الإنجليزية)